# Friedrich Gogarten
Friedrich Gogarten (Dortmund, 13 gennaio 1887 – Gottinga, 16 ottobre 1967) è stato un teologo tedesco.

## Carriera
Sotto la guida di Karl Barth, Gogarten si separò dalla teologia liberale prevalente rappresentata da Albrecht Ritschl e altri. Si oppose allo storicismo e all'antropocentrismo della teologia protestante del XIX secolo. La teologia dialettica prende il nome da una frase nella rivista di Gogarten, Between the Ages.
Barth fu influenzato da Gogarten. Tuttavia alcuni anni dopo si sviluppò una distanza tra Barth e Gogarten. Più tardi non pubblicò più nulla e Gogarten si staccò da Barth. Ebbe anche delle differenze con Rudolf Bultmann, che tuttavia riprese la relazione nel 1940.
Dopo la manifestazione del Palazzo dello Sport, il 13 novembre 1933 a Berlino, scrisse degli articoli su diverse riviste che spiegavano il "Movimento di fede dei cristiani tedeschi". Gogarten non si unì mai al partito nazista.
Nel 1927, Gogarten iniziò a insegnare a Jena. La sua conferenza inaugurale era Tradizione teologica e lavoro teologico: storia intellettuale o teologia?. Ciò lo portò alla sua nomina nel 1931 come successore di Erich Schaeder alla cattedra di teologia sistematica a Wroclaw, in Polonia. Nell'estate del 1935 rilevò il circolo di lettura di Karl Barth a Bonn. Nell'inverno dello stesso anno si trasferì a Gottinga dove successe a Carl Stange come professore di teologia sistematica e fu nominato predicatore universitario. Il 25 febbraio 1955 si ritirò a Gottinga, dove morì.

## Onorificenze
1. ↑  (DE) Matthias Kroeger, Friedrich Gogarten. Leben und Wirken in zeitgeschichtlicher Perspektive - mit zahlreichen Dokumenten und Materialien, vol. 1, Stuttgart, Kohlhammer, 1997, ISBN 3-17-014979-2.